# Eaux intérieures de l'Azerbaïdjan

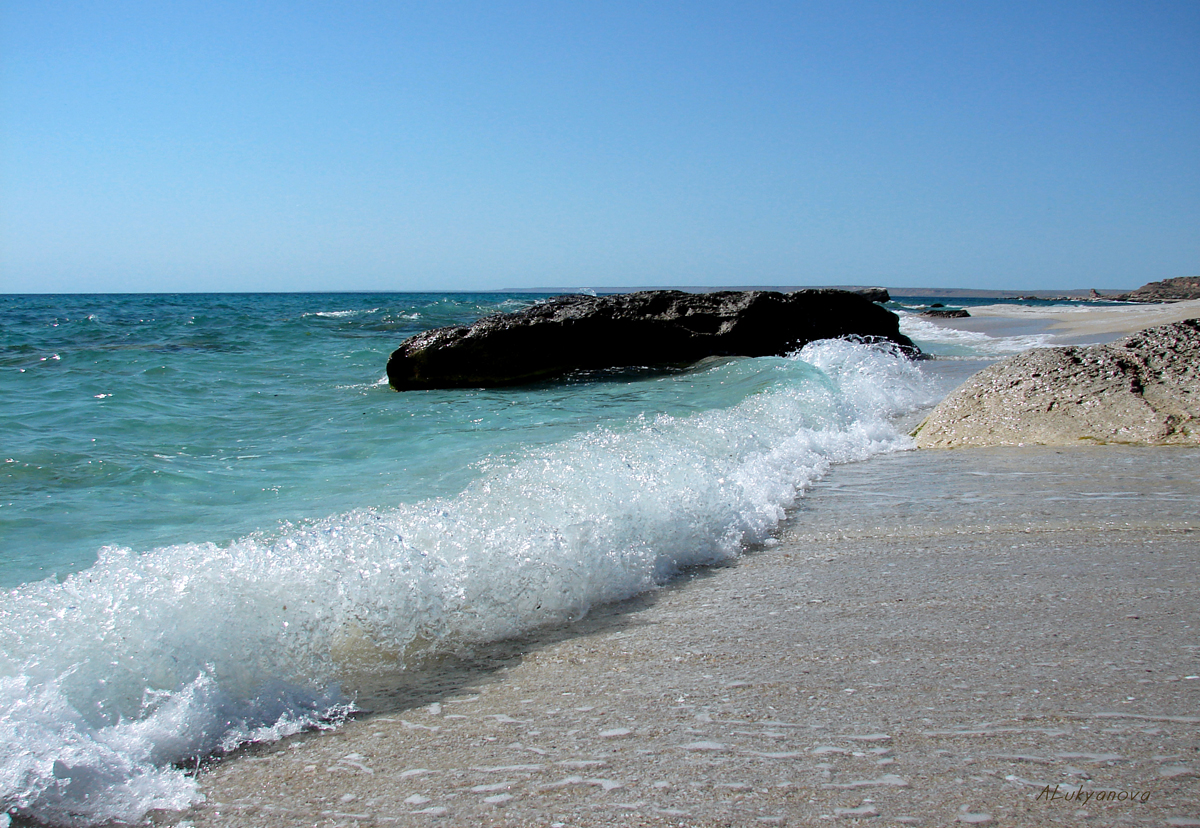
La mer caspienne

Les eaux intérieures de l'Azerbaïdjan se sont formées sur une longue période géologique et ont considérablement changé tout au long de cette période. Ceci est particulièrement mis en évidence par les vestiges d'anciennes rivières trouvées dans tout le pays. Les systèmes d'approvisionnement en eau du pays changent continuellement sous l'influence des forces naturelles et des activités industrielles introduites par l'homme. Les rivières artificielles (canaux) et les étangs font partie des systèmes d'approvisionnement en eau de l'Azerbaïdjan.
L'hydrographie de l'Azerbaïdjan appartient essentiellement au bassin de la mer Caspienne. 

## Cours d'eau
Le fleuve Koura et son affluent l'Araxe sont les plus longs cours d'eau d'Azerbaïdjan et leur bassin de drainage couvre la majeure partie du pays.
La rivière Araxe le long de la frontière iranienne avec Nakhitchevan, en Azerbaïdjan.
Les rivières constituent la principale partie des systèmes d'approvisionnement en eau de l'Azerbaïdjan. Il y a 8 359 rivières de différentes longueurs en Azerbaïdjan. Parmi eux, 8188 rivières ont moins de 25 km de long. Seules vingt-quatre rivières mesurent plus de cent kilomètres.
Les plus grands cours d'eau qui traversent le pays sont :
- Koura - 1 515 km
- Araxe - 1 072 km

- Ganikhtchay - 413 km
- Gabirritchay - 394 km
- Samour - 216 km
- Khrami - 201 km
- Tartar (rivière) - 200 km
- Soumgaittchay - 198 km
- Kuraktchay - 186 km
- Turyantchay - 180 km
- Bazartchay - 178 km
- Bolqartchay - 163 km
- Eyritchay - 135 km
- Akstafatchay - 133 km
- Arpatchay - 126 km
- Xatchintchay - 119 km
- Pirsaattchay - 119 km
- Goytchay - 115 km
- Gargartchay - 115 km
- Vilachtchay - 115 km
- Hékéritchay - 113 km
- Goudyaltchay - 108 km
- Goussartchay - 108 km
- Djeyranketchmaztchay - 100 km

### Réseau fluvial

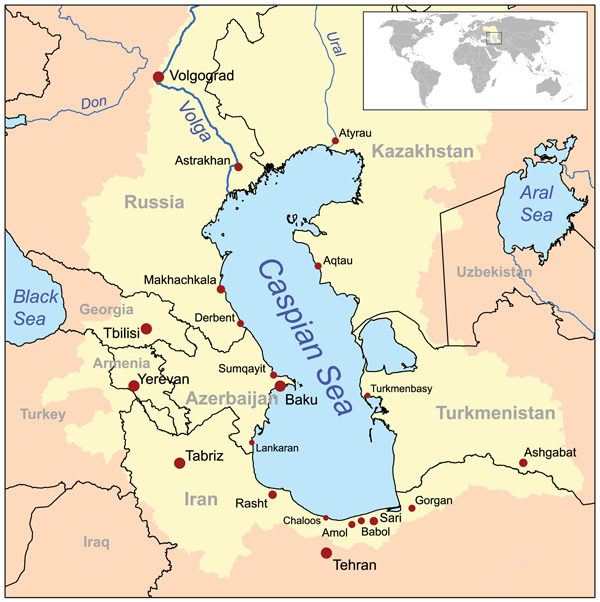
Carte du bassin hydrographique de la mer Caspienne, à laquelle se jettent tous les cours d'eau de l'Azerbaïdjan.

Les rivières en Azerbaïdjan peuvent être divisées en trois groupes :
- Les rivières du bassin de la Koura (Ganikh, Gabirri, Turyan, Agstafa, Chekir, Terter, Khatchin, etc.)
- Les rivières du bassin de l'Araxe (Arpatchay, Nakhitchevan, Okhtchou, Hekeri, Kondelentchay, etc.)
- Les fleuves qui se jettent directement dans la mer Caspienne (Samour, Goudyal, Velvele, Vilech, Lenkeran, etc.)

Les systèmes fluviaux de l'Azerbaïdjan changent et évoluent sous l'influence de divers facteurs physiographiques : climat, paysage, structure géologique, sol et végétation. La densité du réseau fluvial augmente, puis diminue progressivement par la suite à des altitudes plus élevées,.

### Koura et Araxe
La Koura et l'Araxe sont les plus longs cours d'eau d'Azerbaïdjan. Ils traversent les basses terres Koura-Araxe. Les fleuves qui se jettent directement dans la mer Caspienne proviennent principalement du versant nord-est du Grand Caucase et des montagnes de Talych et longent les basses terres de Samour-Devetchi et de Lenkeran.
La zone du bassin du fleuve Koura (86 000 km2) jusqu'à la jonction avec la rivière Araxe est plus petite que le bassin hydrographique Araxe (101 937 km2). Le fleuve s'appelle toujours Koura à la jonction, car le niveau d'eau de la Koura est deux fois plus élevé que celui de la rivière Araxe.

## Lacs
Il y a environ 250 lacs, mais ils sont tous très modestes en superficie, et le plus grand lac naturel, le lac Hadjigaboul, a une superficie de 16 km2.
- Aghgol
- Adjinohour
- Alagol
- Beuyukchor
- Geuygeul
- Hadjigaboul
- Djandari
- Maralgeul
- Massazirgeul
- Sarisou, le plus grand lac par sa superficie et son volume

## Réservoirs
Plus de 60 réservoirs d'eau ont été construits afin de réguler le débit du fleuve en Azerbaïdjan. La formation de ces réservoirs est l’une des mesures prises pour rationaliser l’utilisation des ressources en eau et en énergie.
Les plus grands réservoirs d'eau sont :
- Agstafatchay
- Araxe
- Djeyranbatan
- Khanbulantchay
- Varvara
- Vilechtchay
- Yénikénd
- Mingatchevir, le plus grand réservoir par zone
- Sarsang
- Chamkir

Les réservoirs en Azerbaïdjan sont conçus pour être utilisés à diverses fins, tandis que la plupart des autres étangs sont utilisés exclusivement pour l'irrigation.